# Fred Fixler
Pour les articles homonymes, voir Nándor et Lipschitz.
Fred Fixler, né Nándor Lipschitz le 8 avril 1923 en Hongrie et décédé le 21 janvier 2010, est un peintre et illustrateur américain.

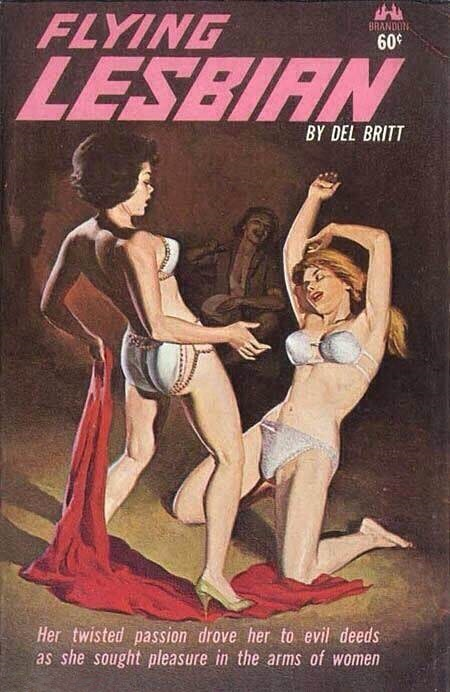
Flying Lesbian (Fred Fixler, 1963)

## Biographie
Après une longue carrière comme illustrateur, Fred Fixler enseigne au Brandes Art Institute, et plus tard au California Art Institute.

## Liste non exhaustive de ses œuvres
- Amateur Night (Peggy Swenson, 1965)
- Executive Lesbian (Stanley Curson, 1965)
- Flying Lesbian (Del Britt, 1963)
- Gay Ritual (Angelo Balthazar, 1965)
- Lesbian Captive (Adam Coulter, 1964)
- Meet Jennie Harkins (Wayne Wallace, 1965)
- Reluctant Gay Girl (Tony Trelos, 1964)
- That Kind Of Girl (Stanley Curson, 1965)
- The Lesbian Watcher (Wayne Wallace, 1964)
- The Pleasure Salesman (Gus Stevens, 1965)
- Velvet Seduction (Marcia Marcoux, 1964)